# Tureň
Tureň (in ungherese Zonctorony) è un comune della Slovacchia facente parte del distretto di Senec, nella regione di Bratislava.